# Прудниково
Пру́дниково (до 1948 года — населенный пункт подсобного хозяйства райпищекомбината, ранее Учевли́-Кенеге́з; укр. Прудникове, крымскотат. Üçevli Kenegez, Учьэвли Кенегез) — село в Ленинском районе Республики Крым в составе Марфовского сельского поселения (согласно административно-территориальному делению Украины — Марфовского сельского совета Автономной Республики Крым).

## Население
| 2001 | 2014 |
| ---- | ---- |
| 29   | ↘6   |

Всеукраинская перепись 2001 года показала следующее распределение по носителям языка
| Язык       | Процент |
| ---------- | ------- |
| русский    | 93.1    |
| молдавский | 6.9     |

### Динамика численности
| - 1805 год — 137 чел. - 1864 год — 67 чел. - 1889 год — 327 чел. - 1892 год — 16 чел. - 1902 год — 6 чел. - 1915 год — 0 чел. | - 1926 год — 141 чел. - 1989 год — 85 чел. - 2001 год — 29 чел. - 2009 год — 7 чел. - 2014 год — 6 чел. |

## Современное состояние
На 2017 год в Прудниково числится 4 улицы; на 2009 год, по данным сельсовета, село занимало площадь 7,9 гектара на которой, в 9 дворах, проживало 7 человек.

## География
Расположено на юге района и Керченского полуострова во впадающей в Узунларское озеро маловодной балке Узунлар, у берега пруда, высота центра села над уровнем моря 15 м. Районный центр Ленино примерно в 43 километрах (по шоссе) на северо-восток, ближайшая железнодорожная станция — Пресноводная (на линии Джанкой — Керчь) — около 28 километров. Транспортное сообщение осуществляется по региональной автодороге 35Н-318 Марфовка — Прудниково (по украинской классификации — С-0-10811).

## История
Современное село находится на месте старинного поселения Уч-Эвли-Кенегез, первое документальное упоминание которого встречается в Камеральном Описании Крыма… 1784 года, судя по которому, в последний период Крымского ханства Кенекес входил в Орта Керченский кадылык Кефинского каймаканства. После присоединения Крыма к России (8) 19 апреля 1783 года, (8) 19 февраля 1784 года, именным указом Екатерины II сенату, на территории бывшего Крымского Ханства была образована Таврическая область и деревня была приписана к Левкопольскому, а после ликвидации в 1787 году Левкопольского — к Феодосийскому уезду Таврической области. После Павловских реформ, с 1796 по 1802 год, входила в Акмечетский уезд Новороссийской губернии. По новому административному делению, после создания 8 (20) октября 1802 года Таврической губернии, Учевли-Кенегез был включён в состав Кадыкелечинской волости Феодосийского уезда.
По Ведомости о числе селений, названиях оных, в них дворов… состоящих в Феодосийском уезде от 14 октября 1805 года , в деревне Учевли-Кенегез числилось 15 дворов и 137 жителей. На военно-топографической карте генерал-майора Мухина 1817 года деревня Кенегес обозначена с 21 двором. После реформы волостного деления 1829 года Учевли-Кенегес, согласно «Ведомости о казённых волостях Таврической губернии 1829 года», отнесли к Чалтемирской волости (переименованной из Кадыкелечинской). На карте 1836 года в деревне 11 дворов. Видимо, вследствие эмиграции крымских татар в Турцию, деревня опустела и на карте 1842 года Уч-эвли-Кенегес обозначен условным знаком «малая деревня», то есть, менее 5 дворов.
В 1860-х годах, после земской реформы Александра II, деревню приписали к Сарайминской волости. Согласно «Списку населённых мест Таврической губернии по сведениям 1864 года», составленному по результатам VIII ревизии 1864 года, Уч-Эвли-Кенегез — владельческая татарская деревня с 15 дворами, 67 жителями и мечетью при колодцах. По обследованиям профессора А. Н. Козловского начала 1860-х годов, в селении колодцы были глубиной 1—5 саженей (от 2 до 10 м), но в большинстве из них (около трёх четвертей) вода была «дурного качества». Также имелись ауты, которые высыхали в течение лета (Аут — небольшой пруд в степном Крыму, наполнявшийся дождевой и талой водой). На трёхверстовой карте Шуберта 1865—1876 года в деревне Уч-Эвли-Кенегес обозначено 15 дворов. По «Памятной книге Таврической губернии 1889 года», по результатам Х ревизии 1887 года, в деревнях Джапар-Берды, Учевли-Кенегез и Ильгери-Коджалки вместе числилось 57 дворов и 327 жителей.

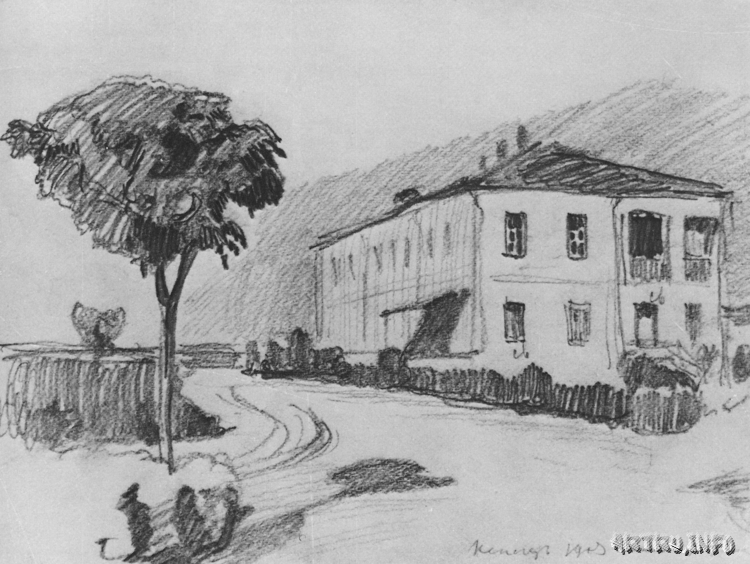
Богаевский К. Ф. Усадьба в Кенегезе, 1909 год.

После земской реформы 1890-х годов деревню передали в состав Петровской волости. По «…Памятной книжке Таврической губернии на 1892 год» в безземельной деревне Учевли-Кенегез, не входившей ни в одно сельское общество, числилось 16 жителей, домохозяйств не имеющих. В деревне находилась одноимённая усадьба, в которой прошли отроческие годы художника Константина Богаевского. На верстовой карте Крыма 1896 года на месте селения обозначена экономия Уч Кенегез. По «…Памятной книжке Таврической губернии на 1902 год» в деревне Учь Евли Кенегез, входившей в Джапар-Бердынское сельское общество, числилось 6 жителей в 1 домохозяйстве. На 1914 год в селении действовало земское училище. По Статистическому справочнику Таврической губернии. Ч.II-я. Статистический очерк, выпуск пятый Феодосийский уезд, 1915 год, в экономии Учевли-Кенегез (Дуранте Л. А. и П. Ю.) Петровской волости Феодосийского уезда числилось 2 двора без населения.
После установления в Крыму Советской власти, по постановлению Крымревкома, 25 декабря 1920 года из Феодосийского уезда был выделен Керченский (степной) уезд, а, постановлением ревкома № 206 «Об изменении административных границ» от 8 января 1921 года была упразднена волостная система и в составе Керченского уезда был создан Керченский район в который вошло село (в 1922 году уезды получили название округов. 11 октября 1923 года, согласно постановлению ВЦИК, в административное деление Крымской АССР были внесены изменения, в результате которых округа были отменены и основной административной единицей стал Керченский район в который вошло село. Согласно Списку населённых пунктов Крымской АССР по Всесоюзной переписи 17 декабря 1926 года, в совхозе Кенегез, Таш-Алчинского сельсовета Керченского района, числилось 40 дворов, все некрестьянские, население составляло 141 человек, из них 94 русских, 39 украинцев и 4 татар, действовала русская школа I ступени (пятилетка). Постановлением ВЦИК «О реорганизации сети районов Крымской АССР» от 30 октября 1930 года (по другим сведениям 15 сентября 1931 года) Керченский район упразднили и село включили в состав Ленинского, а, с образованием в 1935 году Маяк-Салынского района (переименованного 14 декабря 1944 года в Приморский) — в состав нового района. На километровой карте Генштаба Красной армии 1941 года в овцеводческом совхозе Кенегез количество дворов не отмечено.

Во время Великой Отечественной войны в районе села Кенегез в ходе проведения Керченско-Феодосийской десантной операции в ноябре 1941 года и январе—мае 1942 года вели бои части 51-й и 44-й армий Крымского фронта. Останки погибших в этих боях 117 воинов в 1944 году захоронили в братских могилах на сельском кладбище. В 1961 году сюда же перезахоронили останки ещё 33 погибших из братских и одиночных могил с близлежащей территории и расстрелянных в 1944 году двоих партизан. В том же году памятник заменили на современный, постановлением Совета министров Республики Крым № 627 от 20 декабря 2016 года отнесённый к категории объектов культурного наследия России регионального значения.

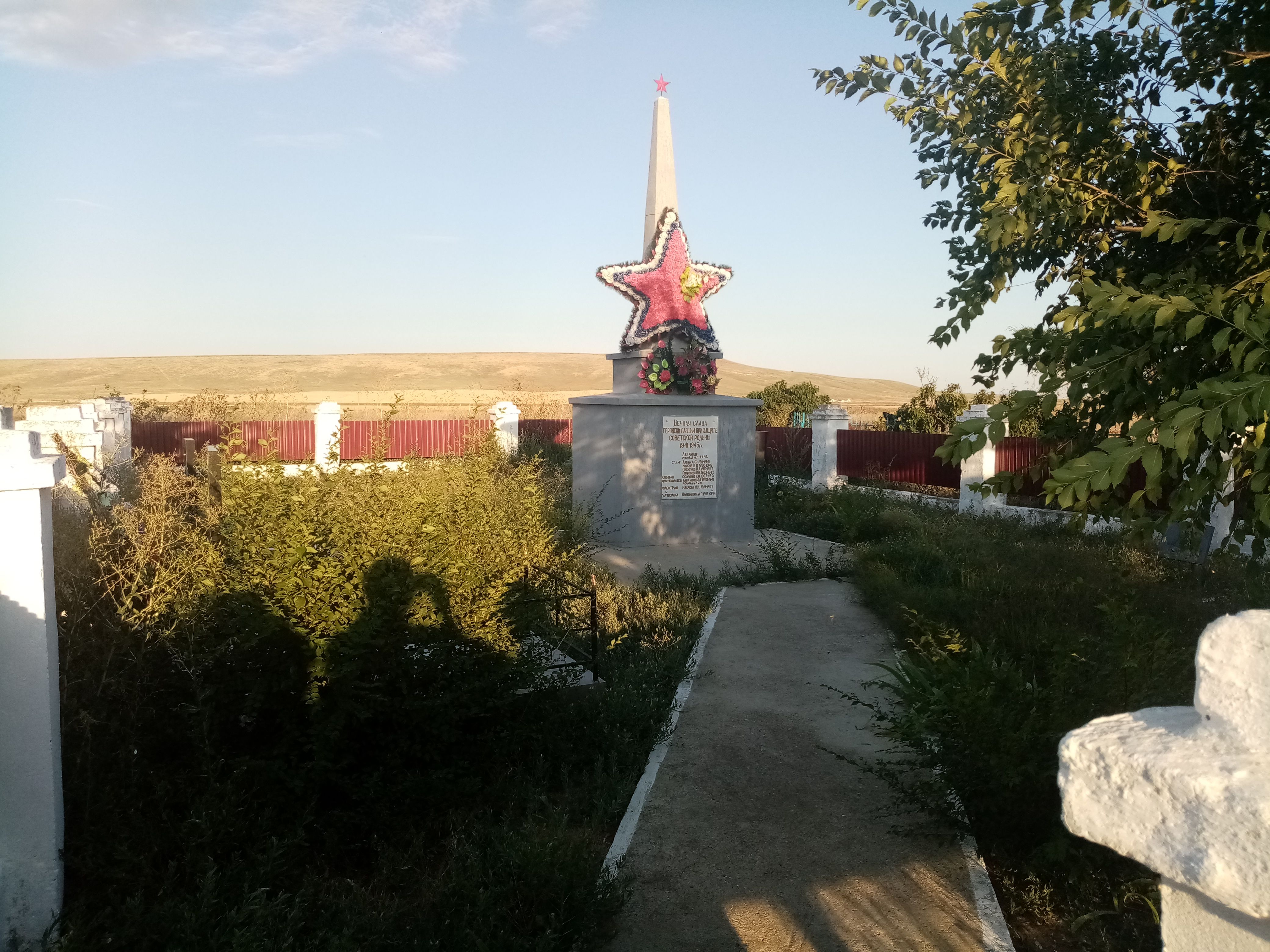
Мемориальное братское кладбище.

После освобождения Крыма от фашистов, 12 августа 1944 года было принято постановление № ГОКО-6372с «О переселении колхозников в районы Крыма» и в сентябре того же года в район приехали первые новоселы 204 семьи из Тамбовской области, а в начале 1950-х годов последовала вторая волна переселенцев из различных областей Украины. С 25 июня 1946 года селение в составе Крымской области РСФСР. Указом Президиума Верховного Совета РСФСР от 18 мая 1948 года, поселение, как безымянный населённый пункт подсобного хозяйства райпищекомбината, переименовали в Прудниково. Село получило название в память о капитане Николае Сергеевиче Прудникове, командире 216-го сапёрного батальона 19 танкового корпуса, погибшем при освобождении Крыма 29 апреля 1944 года и похороненного в Симферополе. 26 апреля 1954 года Крымская область была передана из состава РСФСР в состав УССР. Время включения в Марфовский сельский совет пока не установлено: на 15 июня 1960 года село уже числилось в его составе. Указом Президиума Верховного Совета УССР «Об укрупнении сельских районов Крымской области», от 30 декабря 1962 года Приморский район был упразднён и село вновь присоединили к Ленинскому. По данным переписи 1989 года в селе проживало 85 человек. С 12 февраля 1991 года село в восстановленной Крымской АССР, 26 февраля 1992 года переименованной в Автономную Республику Крым. С 21 марта 2014 года в составе Крыма аннексировано Россией.